# Districtul civil Barbecue, comitatul Harnett, Carolina de Nord

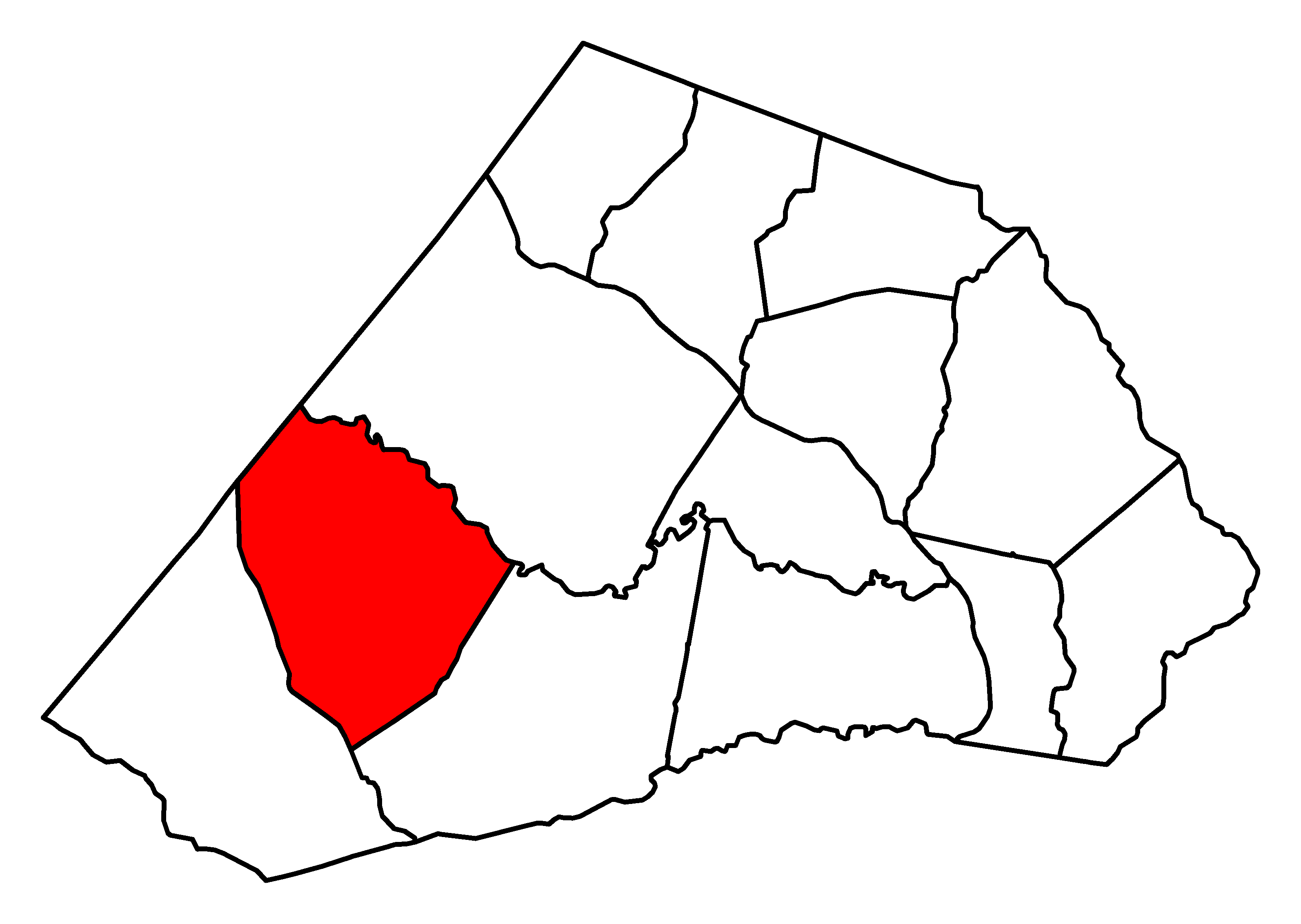
Plasarea districtului civil Barbecue în cadrul comitatului Harnett, statul, SUA.

Districtul civil Barbecue (în original, civil township) este unul dintre cele treisprezece zone locuite cu statut de township din comitatul Harnett, statul  Carolina de Nord,  Statele Unite ale Americii.  Populația districtului fusese de 9.174 de locuitori conform recensământului din anul 2000 efectuat de United States Census Bureau.

## Descriere
Din punct de vedere geografic, Barbecue Township ocupă 154,52 km2 (sau 59,66 sqmi) în sud-vestul comitatului Harnett. Deși nu există localități încorporate în districtul Barbecue, totuși există comunități care au statutul de localități neîncorporate, așa cum sunt omonima Barbecue, Olivia și Pineview.